# Даугмале (село)
Даугмале (латыш. Daugmale) — населённый пункт в Кекавском крае Латвии.

## История
Располагается на месте прежней усадьбы Ливенов Дюнгоф. После Второй мировой войны тут был колхоз «Красный стрелок», а позже — центр волости.